# Bogarak (televíziós sorozat)
A Bogarak (eredeti címe: Larva) 2011-től futó dél-koreai 3D-s számítógépes animációs vígjátéksorozat, amelyet a TUBA Entertainment készített. Ez a sorozat két lárvát mutat be főszereplőként Sárgát és Pirost. A sorozatban a főszereplők nem beszélnek, kivéve Chuckot, Grace-t és más emberi karaktereket. 2018-ban a Netflix mutatta be a sorozat 4. évadát. Az 5. évadot szintén a Netflix mutatta be 2023-ban.

## Szereplők
| Szereplő neve | Leírás |
| ------------- | --- |
| Sárga         | Egy sűrű, piszkos és vidám sárga színű hernyó, amelynek csápjai vannak. A Sárgát gyakran bántja Piros, de ez sosem fenyegeti a barátságukat. Bár néha engedelmeskedik Pirosnak, de a kaja elveszti az eszét. Sárga rosszul bánik Pirossal, mert minden dolgot elvesz, ami Pirosnak jár és Piros mindig harcol vele. Színét Sárgáról barnára változtatja és sötétzöld árnyalatokat alakít a szája körül, amikor szélsőséges érzelmeket érez. |
| Piros         | Indulatos és mohó piros színű lárva. Gyakran látni, hogy bántja a Sárgát, de Piros. Piros sokszor megpróbálta meghódítani Rózsaszín szívét, aki Sárga szerelme, de végül mindig egyedül marad. Általában sikít, ordít és üvölt. |
| Fekete        | Egy trágyabogár, aki trágyát gyűjt. Számára a trágya kincs, bár bűzlik tőle a lehelete. Utálja, ha más rovarok hozzányúlnak a trágyagolyójához. Az arca jobb oldalán egy hosszú szőrszál van. |
| Rainbow       | Egy lusta csiga piros és zöld házzal a hátán. Amikor a házába van lassan mozog, de belül izmos és az emberhez hasonló teste van. |
| Rózsaszín     | Egy rózsaszín színű lárva, akivel viszont szeretik egymást Sárgával, de jelenléte gyakran okoz konfliktust közte és Piros között, aki belé van zúgva. Aranyos és szép arca mögött nagy erő lakozik. |

## Évados áttekintés
| Évad         | Évad | Epizódok | Eredeti sugárzás  | Eredeti sugárzás     | Magyar sugárzás  | Magyar sugárzás  |
| Évad         | Évad | Epizódok | Évadpremier       | Évadfinálé           | Évadpremier      | Évadfinálé       |
| ------------ | ---- | -------- | ----------------- | -------------------- | ---------------- | ---------------- |
|              | 1.   | 26 (104) | 2011. március 26. | 2011. szeptember 24. |                  |                  |
|              | 2.   | 27 (54)  | 2012. január 5.   | 2012. augusztus 3.   |                  |                  |
|              | 3.   | 104      | 2015. január 5.   | 2015. szeptember 27. |                  |                  |
| Bogár-sziget |      |          |                   |                      |                  |                  |
|              | 1.   | 13.      | 2018. október 19. | 2018. október 19.    |                  |                  |
|              | 2.   | 13.      | 2019. március 1.  | 2019. március 1.     | 2019. július 19. | 2019. július 19. |
| Bogár család |      |          |                   |                      |                  |                  |
|              | 1.   | 26       | 2023. május 4.    | TBA                  | 2023. május 4.   |                  |